# Wolfgang Hahn (Künstler)

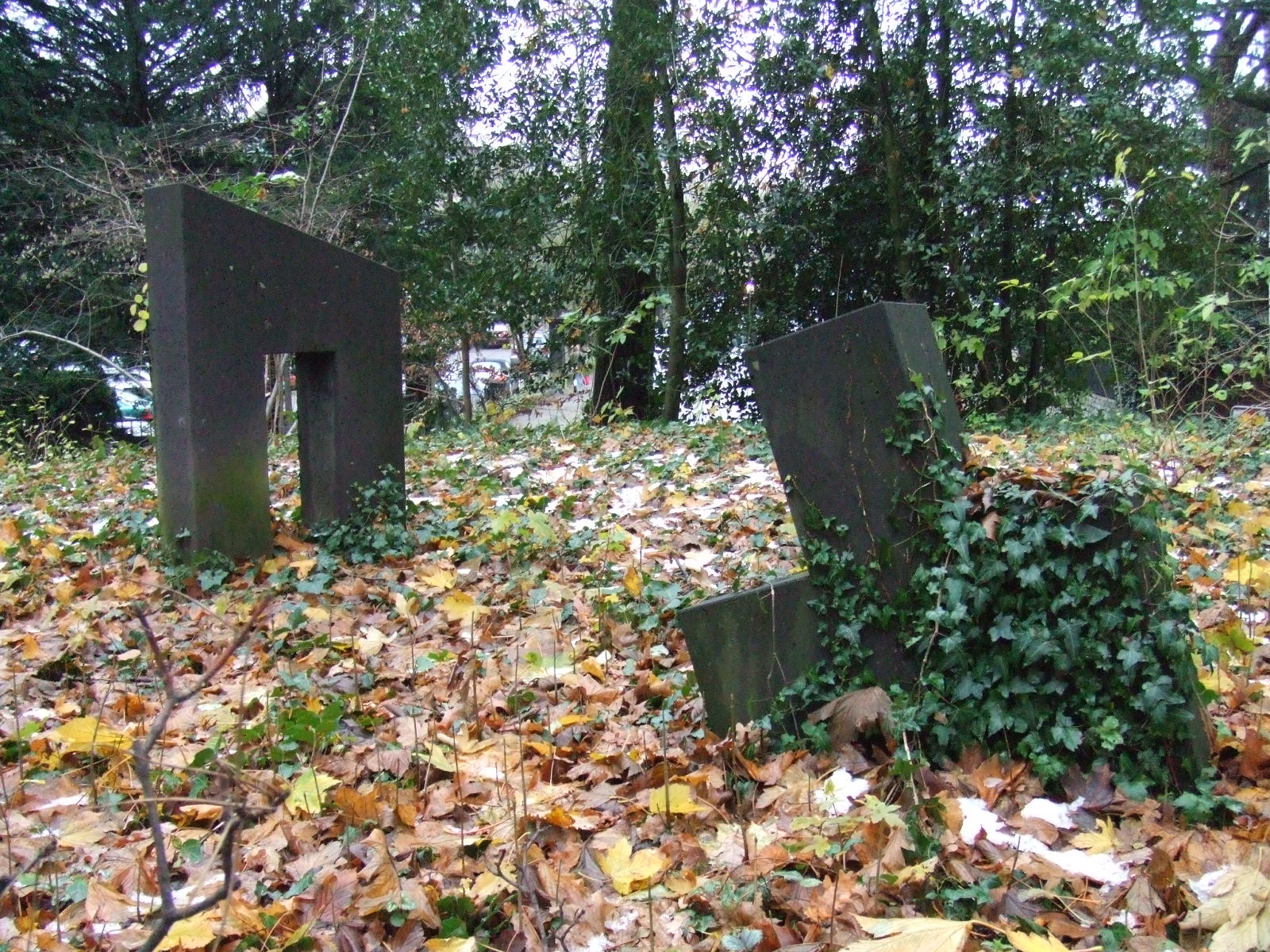
Wolfgang Hahn: Figur in 2 Teilen, Bunter Garten, Mönchengladbach. Basaltlava, installiert 2002. 120 × 75 × 25 cm und 75 × 85 × 25 cm (Bänke und Figuren)

Wolfgang Hahn (* 26. April 1953 in Anrath) ist ein deutscher Zeichner und Bildhauer. Sein Werk untersucht die Verbindungen zwischen der Zeichnung und der Skulptur.

## Leben
Wolfgang Hahn studierte von 1973 bis 1976 bei Joachim Bandau an der Pädagogischen Hochschule in Aachen (seit 1980 eingegliedert in die RWTH Aachen) und von 1976 bis 1981 bei Harry Kramer an der Kunsthochschule in Kassel. Mit einem Stipendium des DAAD studierte er von 1981 bis 1982 bei Otto Piene am Massachusetts Institute of Technology in Cambridge, Massachusetts. 1985 war Hahn Artist in Residence am Massachusetts College of Art and Design, Boston. Von 1985 bis 1988 war er als Künstlerischer Mitarbeiter im Fachbereich Kunst an der Gesamthochschule Kassel (heute als Kunsthochschule Kassel teilautonomer Fachbereich der Universität Kassel) tätig. 1992 wurde er Artist in Residence am Macomb College in Mount Clemens, Michigan.
Wolfgang Hahn ist Mitglied des Internationalen Künstlergremiums und des Deutschen Werkbundes. Er lebt und arbeitet in Mönchengladbach.

## Werk
Wolfgang Hahn ist bestrebt, in seiner Kunst den „missing link“, die fehlende Verbindung zwischen der Zeichnung und der Skulptur, zu entwickeln. Die ersten in den 1970er Jahren entstandenen Arbeiten sind aufklappbare Wellpappekartons in Form menschlicher Silhouetten, sie „[…] spielen mit dem Verhältnis von Innen und Außen, Flächen und Volumen, positiver und negativer Form und der Verbindung von amorpher Form und geometrischer Kante.“

### Fliegenfänger und Zeichenapparat
In den Leimbildern der frühen 1980er Jahre bestrich Hahn aufgespannte Leinwände mit einer Mischung aus Kolophonium, Leinöl und Honig, sogenanntem Fliegenleim. Aus der zunächst monochromen Fläche bildete sich durch Anlagerung von Insekten, Staub und anderen Partikeln, die für einen gewissen Zeitraum auf der Oberfläche fixiert waren, „mit der Zeit die Atmosphäre des Raumes ab“. Spätestens nach Trocknung des Leims fallen die Insekten und Luftpartikel ab, womit nur noch Spuren der einzelnen organischen Partikel auf der Leinwand zurückbleiben. Unter dem Titel Fliegenfänger entstanden Zeichnungen auf Bristolkarton. In Kästen, in denen sich mit der Zeit Fliegen sammelten und vermehrten, war der Karton lose vor der Rückwand angebracht und verzeichnete nach einiger Zeit die Spuren der Fliegen.
1982 entstanden Skate Board Drawings, Zeichnungen mit einer vom Künstler konstruierten Apparatur. Unter einem fest montierten dicken Filzstift wurde das Zeichenblatt auf einem Brett bewegt, das auf ein Skateboard geschraubt worden war; mit einem Pedal ließ sich der Filzstift auf dem Papier auf- und absetzen. Die Erfahrung des Zeichnens mit dem Brett auf Rollen als selbst verordnetes Handicap beschrieb der Künstler so: „Die Bewegungen des Brettes erscheinen unmotiviert, jede Mechanik hat ihr Eigenleben. Man versucht, das verdammte Ding zu überlisten, und muß schließlich einsehen, daß es gegen das Brett nicht zu schaffen ist. Es reagiert wie ein überladener Einkaufswagen im Supermarkt.“ Der Zeichner, so Hahn weiter, versuche, „die Dynamik des Systems mit der eigenen Motorik zu koordinieren. Kurven sind sorgfältig zu planen, schieben ist besser als ziehen. Jeder neue Ansatz ist umständlich, deshalb sind die Bewegungen ruhig-bedächtig, Konturen werden in langen Fahrten ohne Unterbrechungen durchgezogen. Die Blätter sind sehr kalkuliert.“

### Legofiguren und Phantomskulpturen
In den 1980er Jahren entstanden Skulpturen aus Legosteinen, wobei er einzelne dieser Arbeiten, jene aus transparenten Steinen, von innen mit Schwarzweiß-Fernsehgeräten beleuchtete, um mit den erzeugten Licht- und Schatteneffekten die starre Geometrie der Figuren aufzuheben. Seit Ende der 1980er Jahre entwickelte Wolfgang Hahn sogenannte Phantomskulpturen. Dabei handelt es sich um Anaglyphenbilder, bestehend in Zeichnungen aus parallel verlaufenden roten und grünen Linien, die kaum eine Form erkennen lassen. Betrachtet man die Zeichnungen, die Hahn stets in den Schubladen alter Papierschränke präsentiert, durch eine Pappbrille mit je einem roten und einem grünen „Glas“ aus Folie, so erscheinen dreidimensionale Objekte und Figuren, die sich aus den Schubladen erheben und dazu auffordern, „mit der Hand durch die Skulptur zu fahren und ihre Räumlichkeit geradezu physisch zu erleben und sie dann, sich ins Nichts auflösend, mit der Schublade in dem Holzkasten verschwinden zu lassen“.

### Bänke und Figuren
Seit 1995 produzierte Wolfgang Hahn Sitze und Bänke, in der Regel aus Basaltlava, die sich sowohl auf privaten Grundstücken als auch im öffentlichen Raum befinden, so zum Beispiel vor dem Römermuseum in Haltern am See. Die Bänke bestehen aus 5 Zentimeter dicken Basaltlava-Platten, die verdübelt, verklebt und gegratet wurden. Die Bänke und Sitze, wie die Skulpturen aus Legosteinen nach dem Baukastenprinzip entworfen, sind „als autonome Kunstwerke zu betrachten, die den Gesetzmäßigkeiten des konstruktiven Gestaltens gehorchen, wenngleich sie durch Formgebung und Bezeichnung als schlichte Sitzgelegenheiten charakterisiert werden“.
Seit etwa 2000 gestaltete Wolfgang Hahn auch Figuren, die wie die Bänke und Sitze in Basaltlava für den Außenraum entwickelt wurden, desgleichen aber auch in Papier, Holz oder Stahl in unterschiedlichen Formaten entstanden. Gelegentlich sind sie als zweiteilige Ensembles konzipiert. In neuerer Zeit entstandene Sperrholzfiguren, schematische menschliche Körper, verlieren ihre flächige Erscheinung und bilden miteinander vielschichtige skulpturale Formen, die wie in einem Steckkastensystem spielerisch ineinandergebaut werden können. Die Figuren erscheinen „wie aus Bauklötzen zusammengesetzt, geometrisch, kantig, genau“. Im Jahr 2022 wurde die vier Meter hohe Skulptur „Figur auf Sockel“ aus Basaltlava der Stadt Krefeld übereignet und am Rheinufer in Krefeld-Uerdingen aufgestellt. In der Presse erhielt sie den Spitznamen „Rheinkadett“.

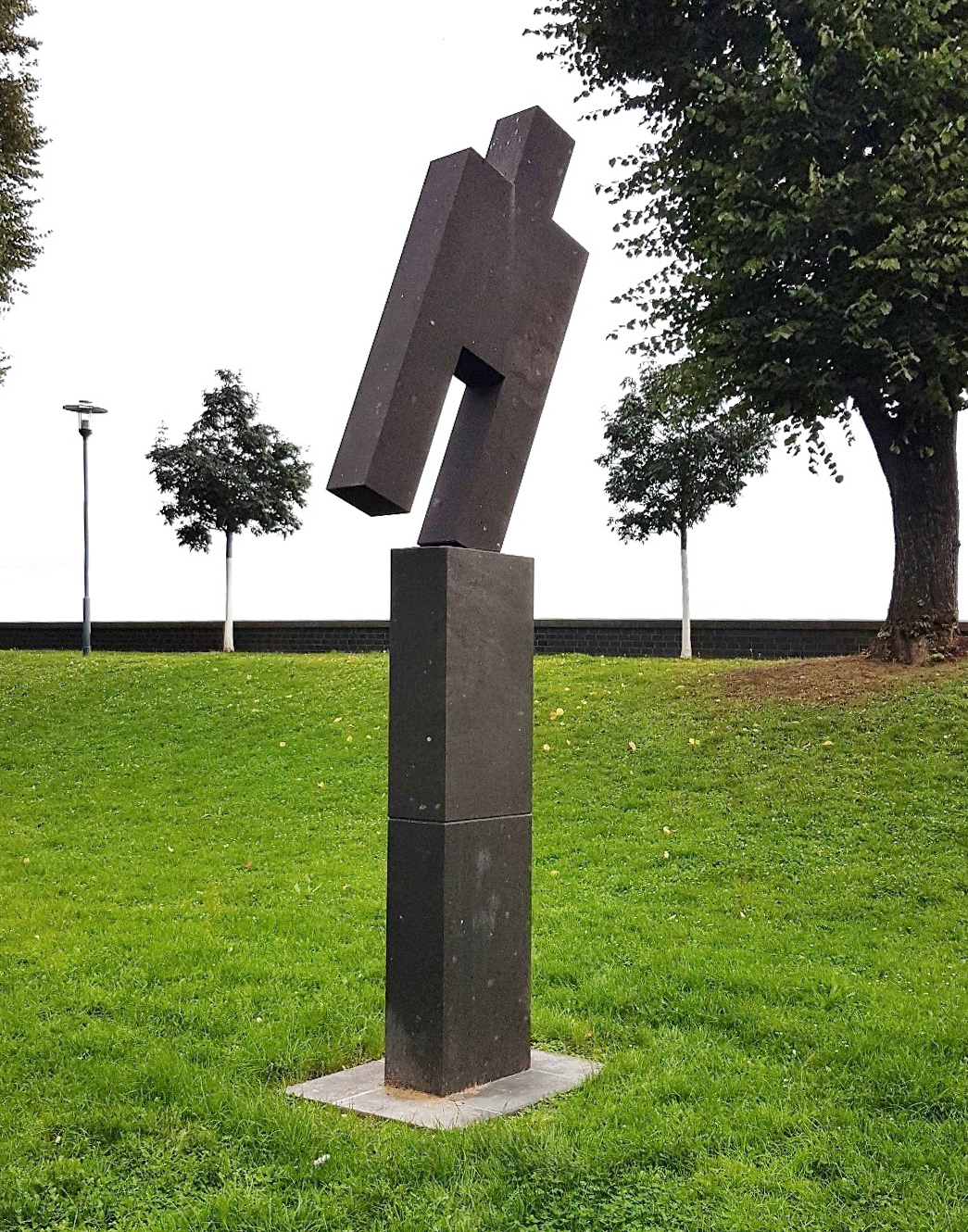
Figur auf Sockel, Basalt-Lava, 2022, Höhe mit Sockel 400 cm, Rheinufer Krefeld-Uerdingen (Spitzname: Rheinkadett)
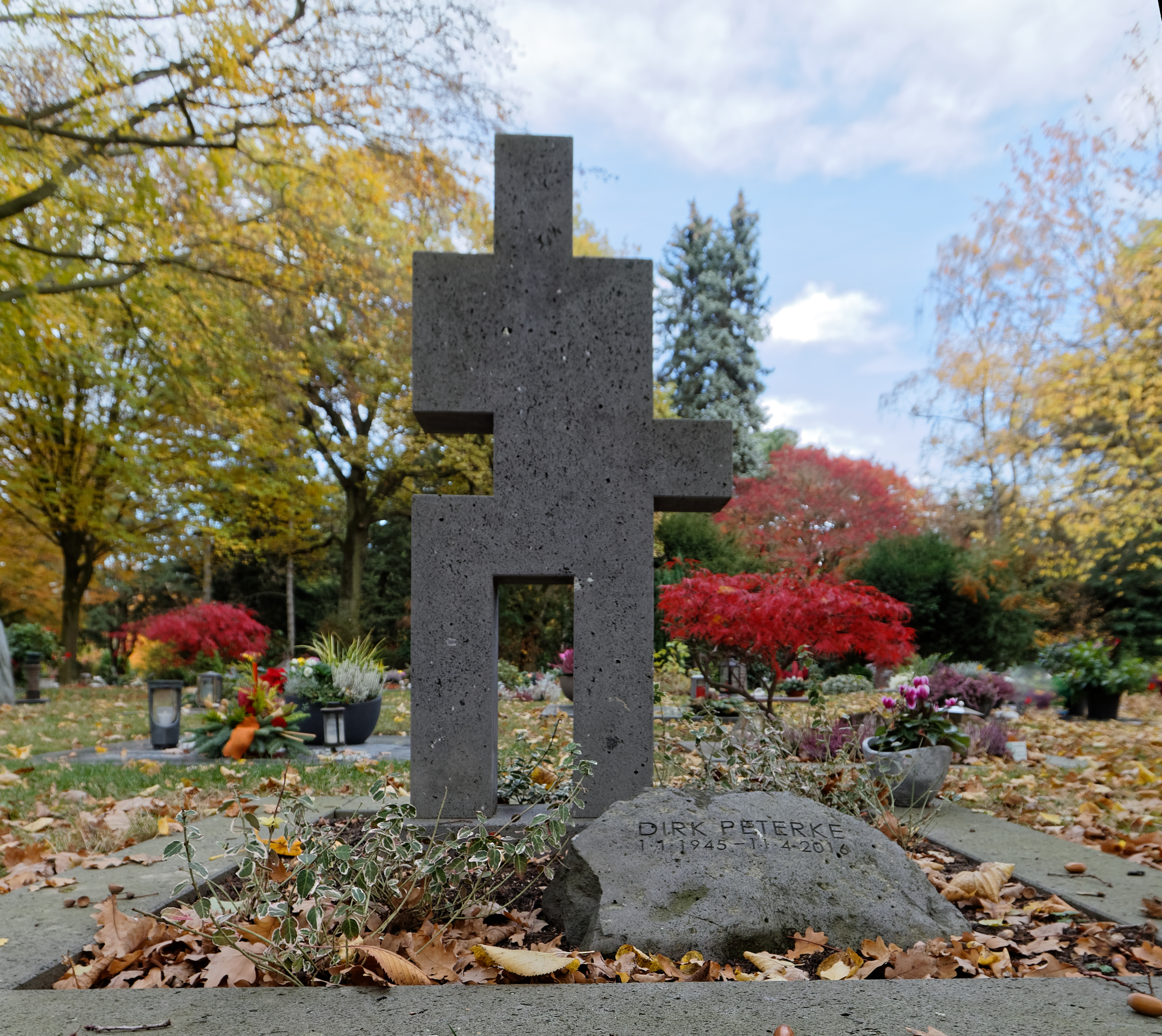
Grabmal, Basalt-Lava, 2016, Maße: H 102, B 48, T 12 cm, Hauptfriedhof Krefeld
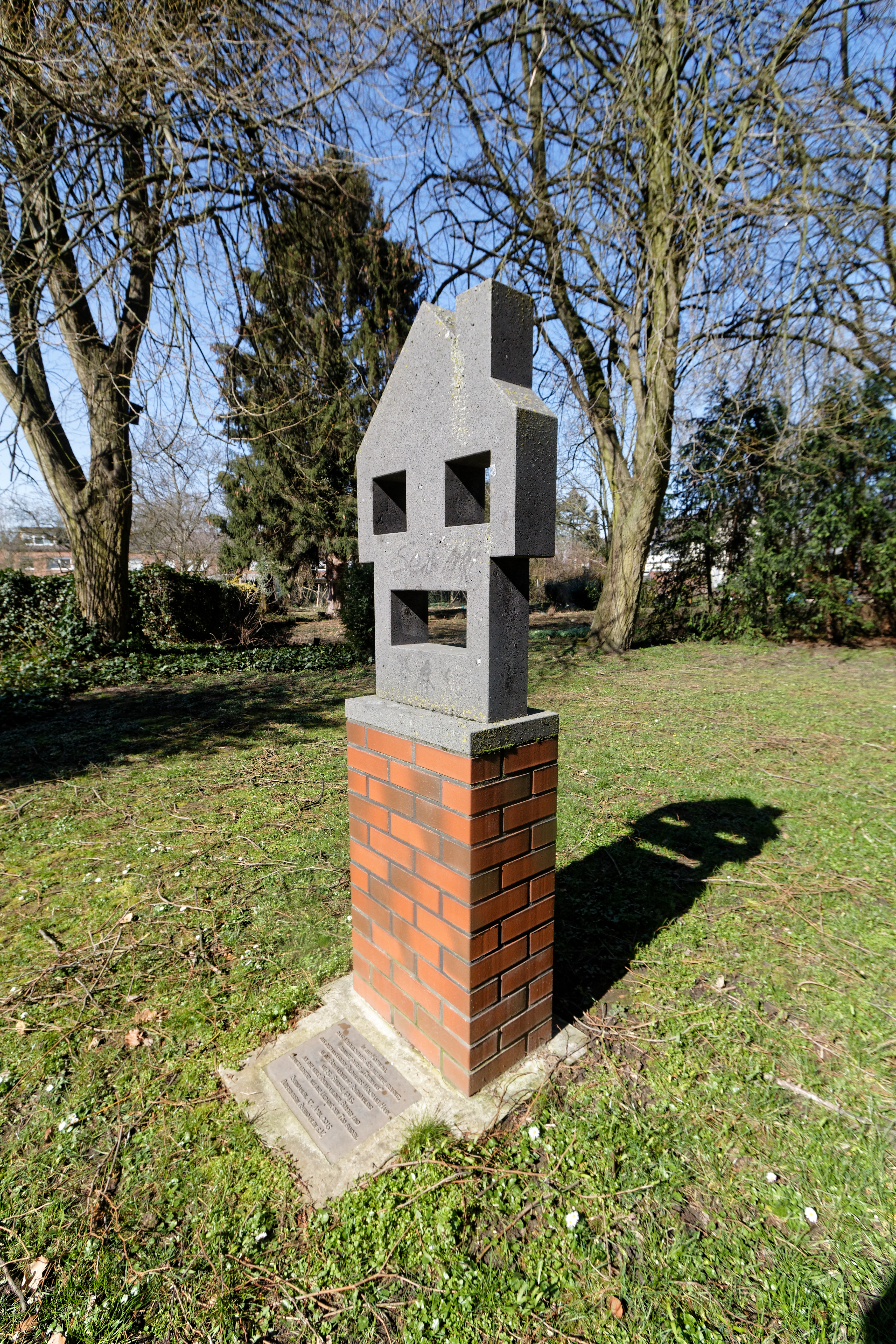
Totenkopfhaus, Basalt-Lava, 2015, 117 × 72 × 16 cm auf gemauertem Backsteinsockel, Mönchengladbach
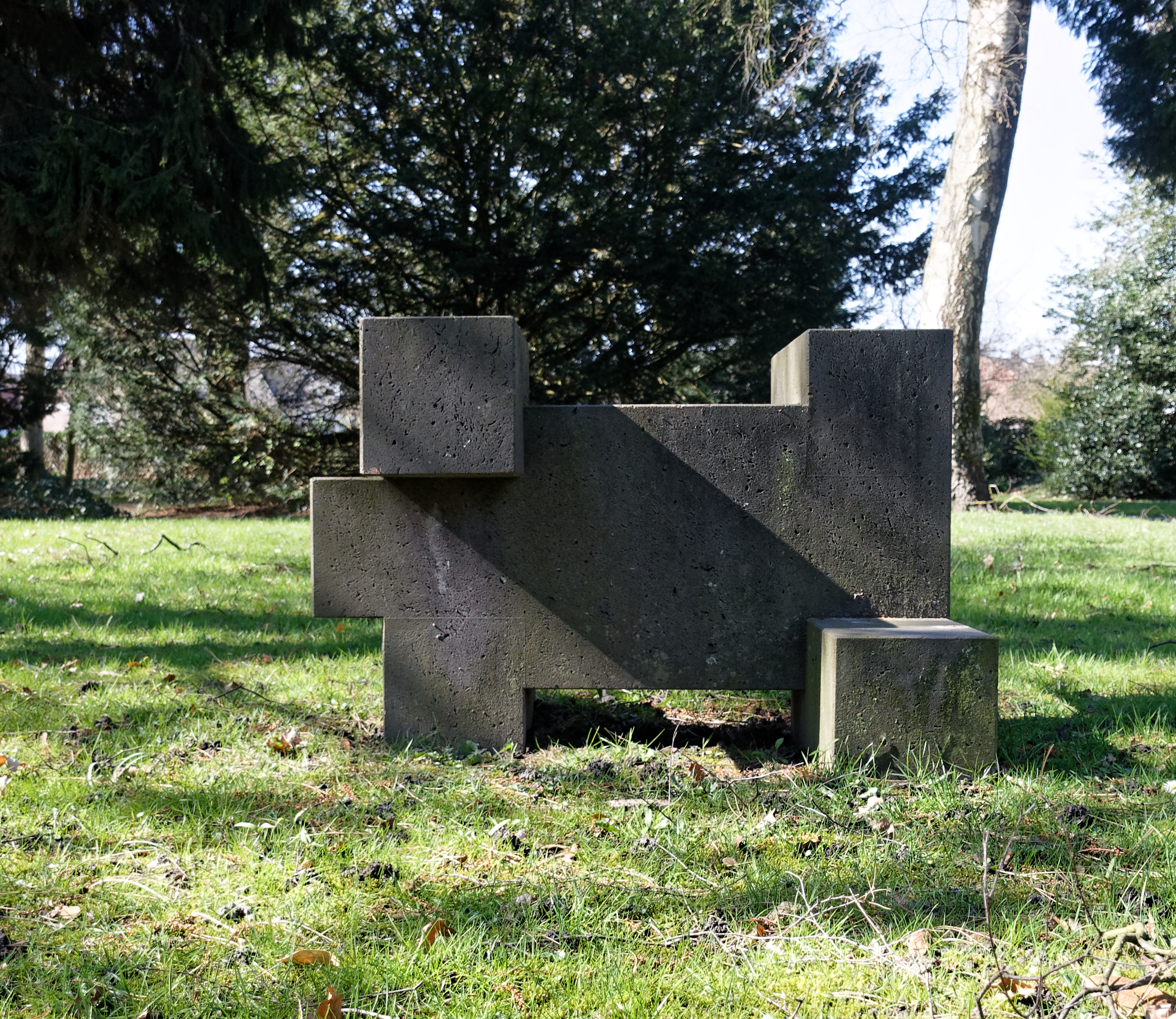
Torso, Basalt-Lava, 2001, 75 × 112,5 × 100 cm, Mönchengladbach